# Andringitra moratii
Andringitra moratii är en malvaväxtart som först beskrevs av L.C.Barnett och Dorr, och fick sitt nu gällande namn av Skema. Andringitra moratii ingår i släktet Andringitra och familjen malvaväxter. Inga underarter finns listade i Catalogue of Life.